# پسر خدا (فیلم)
پسر خدا (به انگلیسی: Son of God) فیلمی حماسی مذهبی به کارگردانی کریستوفر اسپنسر درباره عیسی مسیح محصول سال ۲۰۱۴ است.